# Chiesa delle Santissime Stimmate di San Francesco
La chiesa delle Sacre Stimmate di San Francesco è un luogo di culto cattolico del centro storico di Roma situato nel rione Pigna, all'angolo di via dei Cestari con il largo di Torre Argentina.

## Storia
La chiesa attuale è costruita sul luogo di una preesistente, intitolata Santi Quaranta Martiri de calcarario, come ricorda una lapide conservata in sacrestia e risalente al 1298. Nel 1597 la chiesa passò all'Arciconfraternita delle Sacre Stimmate di San Francesco, che la fece ricostruire sotto il pontificato di Clemente XI nel Settecento e le diede il nuovo nome. Attualmente è gestito dalla comunità dei Missionari di Maria.
Il progetto fu affidato all'architetto Giovan Battista Contini che iniziò i lavori nel 1714.

## Descrizione
La facciata, opera di Antonio Canevari, è su due ordini, di cui quello inferiore con portico retrostante; è costruita prendendo ad esempio quella di Santa Maria in Via Lata progettata da Pietro da Cortona; nella facciata è inserita la statua di San Francesco stigmatizzato, attribuita a Antonio Raggi.
L'interno è ad una navata unica con tre cappelle per lato. Vi si possono ammirare:
- nella volta, Gloria di San Francesco di Luigi Garzi;
- nella cappella della Redenzione, sull'altare un Crocifisso d'avorio attribuito ad Alessandro Algardi e sulla volta gli Angeli con simboli della Passione di Giovanni Odazzi;
- Flagellazione di Marco Benefial;
- all'altare maggiore, San Francesco stigmatizzato di Francesco Trevisani;
- Santi Quaranta Martiri di Sebaste (1662) di Giacinto Brandi, autore anche del San Francesco stigmatizzato nell'oratorio dell'Arciconfraternita al primo piano della chiesa;
- l'organo a canne sulla cantoria in controfacciata, costruito da Adeodato Bossi-Urbani nel 1856 e dallo stesso ampliato nel 1878;
- in sagrestia si conserva un prezioso reliquiario in argento che custodisce il sangue di San Francesco d'Assisi.

Nel sotterraneo della chiesa esiste un ossario che risale al Cinquecento. Tra le persone sepolte vi è il celebre pittore del Settecento Giacomo Zoboli, membro della Confraternita dal 1718 alla morte.